# Marrakech Challenger 1985
Il Marrakech Challenger 1985 è stato un torneo di tennis facente parte della categoria ATP Challenger Series nell'ambito dell'ATP Challenger Series 1985. Il torneo si è giocato a Marrakech in Marocco dal 1 al 7 aprile 1985 su campi in terra rossa.

## Vincitori

### Singolare
Ronald Agénor ha battuto in finale  Ricki Osterthun con il punteggio di 2–6, 6–3, 6–4

### Doppio
Sergio Casal /  Emilio Sánchez hanno battuto in finale  Ulf Fischer /  Goran Prpić con il punteggio di 4–6, 6–3, 6–1